# Ciempozuelos
Ciempozuelos – miasto w Hiszpanii w południowej części wspólnoty autonomicznej Madryt, ok. 35 km od stolicy. Ciempozuelos leży nad rzeką Jarama, w pobliżu przebiega autostrada M-404. Przez miasto przebiega linia kolejowa Madryt - Alicante. Ciempozuelos było znane z posiadania dużej instytucji psychiatrycznej. Ostatnio było przedmiotem wielu doniesień prasowych z powodu skandali korupcyjnych z udziałem radnych i branży budowlanej. 

## Atrakcje turystyczne
- Parafia św. Marii Magdaleny
- Klasztor Klarysek
- Sanktuarium Matki Boskiej Nieustającej Pomocy
- Muzeum Ventury Rodrígueza